# 335-я эскадрилья бомбардировщиков (Греция)
335-я эскадрилья бомбардировщиков «Тигры» (греч. 335 Μοίρα Βομβαρδισμού, 335 MB) — одно из старейших подразделений греческих ВВС. Сформировано 7 октября 1941 года и базируется в Араксосе. В составе подразделения до марта 2008-го основой были самолёты А-7Е «Корсар», нынешнюю основу составляют 30 бомбардировщиков F-16 Block 52+.

## История

### Во Второй мировой войне
В апреле 1941 года вермахт разгромил армию Греции и оккупировал всю страну, что вынудило короля Георга II бежать в Египет и возглавить там остатки греческих вооружённых сил, эвакуированных на Ближний Восток. Греческие войска руководствовались уставами британских сухопутных войск и подчинялись британским командующим: к тем солдатам присоединились также представители общины греков в Египте.
10 октября 1941 была сформирована 335-я королевская греческая эскадрилья сопровождения (греч. 335 Βασιλική Ελληνική Μοίρα Διώξεως, 335 Β.Ε.Μ.Δ.), которая имела британское название 335-я (греческая) эскадрилья. Базировалась она на авиабазе Акир в Палестине. Первым командиром эскадрильи был Ксенофон Варварессос, ядро эскадрильи составляли греческие пилоты, прошедшие подготовку в Ираке и Родезии (среди них прославленный впоследствии Георгиос Плейонис), и примкнувшие к ним беженцы из Греции. Первыми самолётами на вооружении эскадрильи были истребители Hurricane Mk I, на которых солдаты тренировались до января 1942 года.
Вскоре эскадрилья перелетела в Эль-Дабу в Египет, получив официальный статус как полностью боеспособная 12 февраля 1942 года. Первые операции проводились в Ливийской пустыне до конца 1942 года: эскадрилья обороняла конвои, сопровождала бомбардировщики и участвовала в атаке наземных целей. С июня по сентябрь на вооружение поступали истребители Hurricane IIBs. Под командованием Иоанниса Келласа 335-я эскадрилья участвовала во втором сражении при Эль-Аламейне, а 28 октября 1942 года, спустя ровно два года с начала вторжения Италии в Грецию она «отметила» этот день, атаковав штаб-квартиру 20-го моторизованного корпуса армии Италии, что подняло боевой дух греков и перепугало итальянцев.
Позднее эскадрилья продолжила выполнение задач по обороне конвоев, получив на вооружение новейшие истребители Spitfire Mk Vb и Vc в декабре 1943 года. 14 сентября вместе с 336-й эскадрильей бомбардировщиков 335-я перебралась на итальянский театр военных действий, откуда совершала вылеты на территорию Югославии. В ноябре 1944 года греческие эскадрильи вступили в бой на родной земле, начав бомбардировки немецких крепостей в Эгейском море и на Крите. 31 июля 1945 года эскадрилья вошла в состав ВВС Греции, получив девиз «Всегда править в небесах».

### После войны

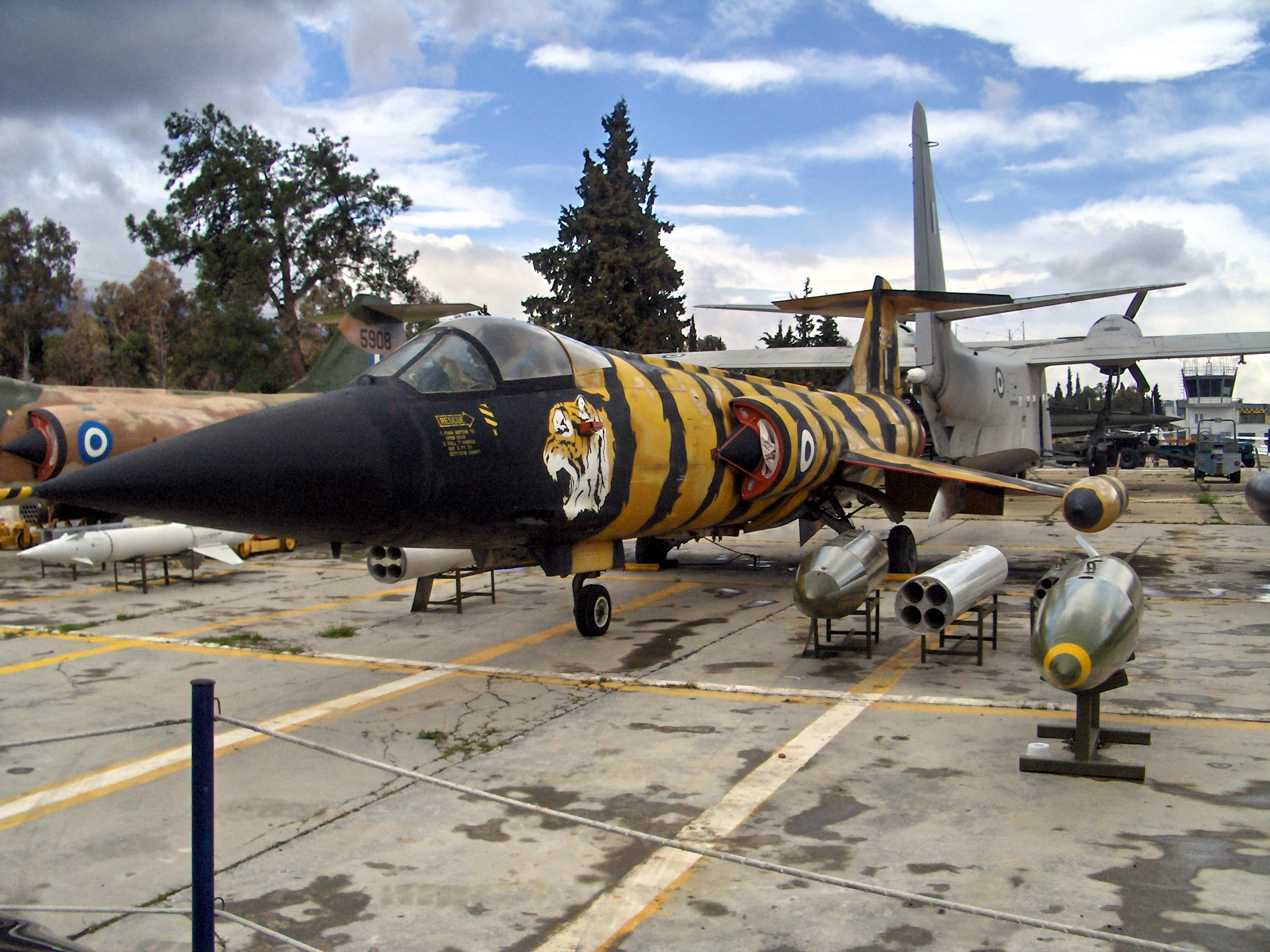
Истребитель F-104G Starfighter в специализированной раскраске

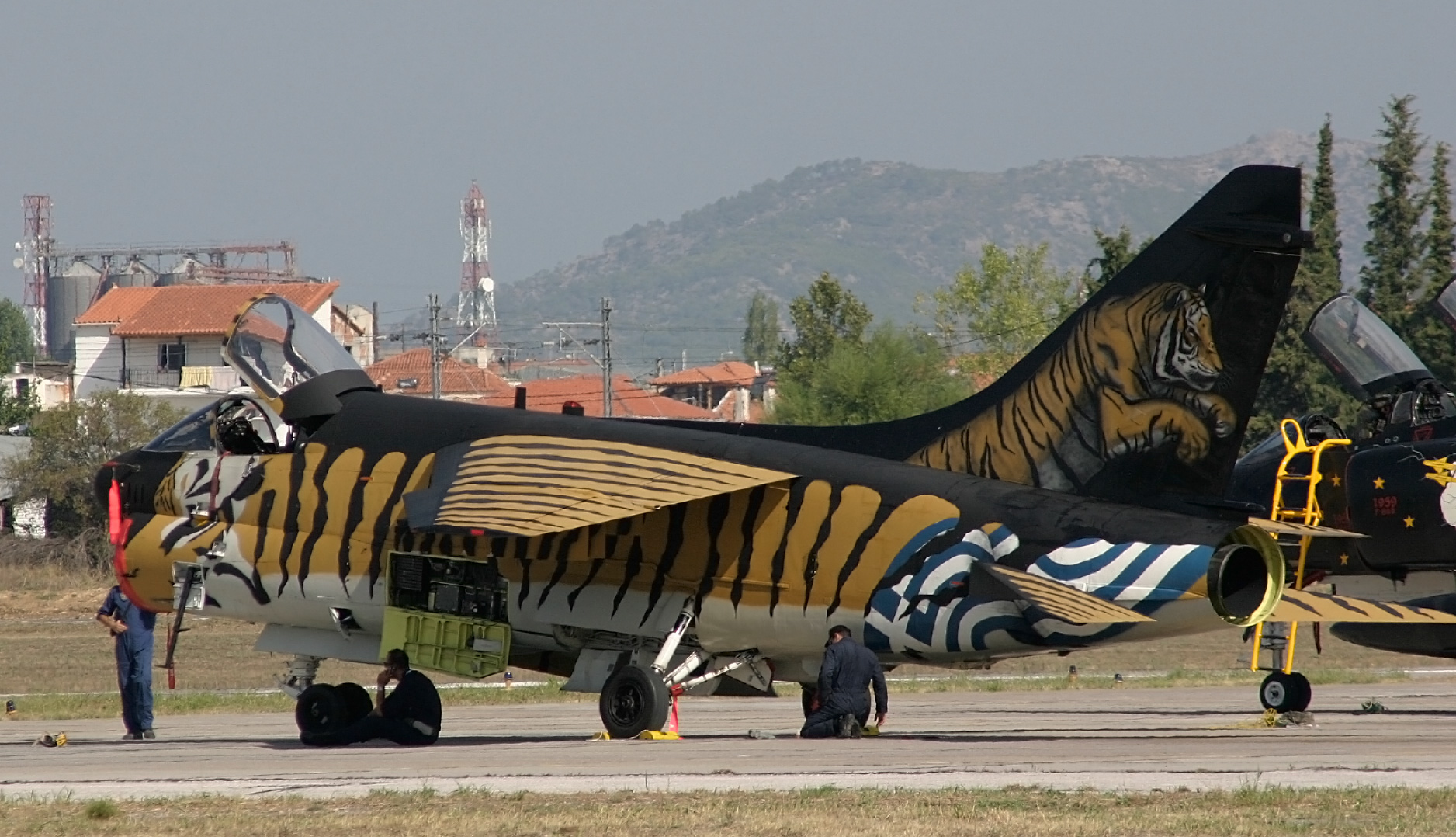
Истребитель A-7E Corsair IIв специализированной раскраске

Эскадрилья находилась на базе Седес в Терми близ Салоник, в годы Гражданской войны участвовала в операциях по борьбе с коммунистическими партизанами. В июне 1947 года на её вооружение поступили истребители моделей Spitfire Mk IX и XVI, в октябре 1953 года были заменены американскими штурмовиками F-84 Thunderjet и разведывательными самолётами RT-33A. Переименованная 335-я штурмовая эскадрилья (греч. 335 Μοίρα Διώξεως-Βομβαρδισμού) подчинялась 111-му боевому крылу в Неа Анхиалос до сентября 1957 года, пока не перешла в Лариссу под командование 110-го крыла с новыми самолётами F-84F.
В ноябре 1960 года эскадрилья перебазировалась в Танагру, став 335-й ударной эскадрильей (греч. 335 Μοίρα Κρούσης), где располагалась до июня 1977 года, когда перелетела в Араксос. В мае 1965 года на вооружение поступили F-104G, на которых пилоты летали до мая 1992 года. В декабре 1987 года ещё 10 самолётов RF-104 поступили на службу, составив фоторазведывательный отряд, существовавший до мая 1992 года. С 3 апреля 1993 эскадрилья вернула себе историческое название: основу составили сначала 62 самолёта A-7H Corsair из США, переданные за участие в войне в Персидском заливе. С 2008 года на вооружении состоят многофункциональные бомбардировщики F-16 Block 52+, боеспособные с февраля 2010 года.